# Meriones (geslacht)
Meriones is een geslacht van zoogdieren uit de familie van de Muridae en zijn ook wel gekend onder de naam woestijnmuizen of zandmuizen. De wetenschappelijke naam van het geslacht werd voor het eerst geldig gepubliceerd door Johann Karl Wilhelm Illiger in 1811.

## Soorten
Er worden 18 soorten in dit geslacht geplaatst:
- Ondergeslacht Meriones
  - Meriones tamariscinus
- Ondergeslacht Parameriones
  - Meriones persicus – Perzische woestijnmuis
  - Meriones rex
- Ondergeslacht Pallasiomys
  - Meriones arimalius
  - Meriones crassus
  - Meriones dahli
  - Meriones grandis
  - Meriones libycus
  - Meriones meridianus – Chinese renmuis
  - Meriones penicilliger
  - Meriones psammophilus
  - Meriones sacramenti
  - Meriones shawi – Shawwoestijnmuis
  - Meriones tristrami – Turkse zandmuis
  - Meriones unguiculatus – Mongoolse renmuis
  - Meriones vinogradovi
  - Meriones zarudnyi
- Ondergeslacht Cheliones
  - Meriones hurrianae